# Кидония (дем Александрия)
Вижте пояснителната страница за други значения на Кидония.
Кидония или Малко Алабор (на гръцки: Κυδωνιά, катаревуса Κυδωνέα, Кидонеа, до 1953 Μικρό Αλάμπορο, Микро Аламборо) е село в Република Гърция, дем Александрия, област Централна Македония.

## География
Селото е разположено в областта Урумлък (Румлуки), югоизточно от Александрия (Гида) и североизточно от Бер (Верия).

## История

### В Османската империя
В XIX век Малко Ала(м)боро е гръцко село в Османската империя. Александър Синве („Les Grecs de l’Empire Ottoman. Etude Statistique et Ethnographique“) в 1878 година пише, че в Микро Аламбори (Micro-Alambori), Камбанийска епархия, живеят 210 гърци, а в Аламбори (Alambori) - 132 гърци. В 1900 година според Васил Кънчов („Македония. Етнография и статистика“) в Малко Алабор, Берска каза, живеят 165 българи християни. Отделно в Солунска каза е показано село Лампор със 175 жители гърци и 30 цигани.
По данни на секретаря на Българската екзархия Димитър Мишев („La Macédoine et sa Population Chrétienne“) в 1905 година в Малко Алабор (Malko-Alabor) живеят 165 българи патриаршисти гъркомани.

### В Гърция
През Балканската война в 1912 година в селото влизат гръцки части и след Междусъюзническата в 1913 година Малко Алабор остава в Гърция. След Първата световна война в 1922 година в селото са заселени гърци бежанци. В 1928 година Малко Алабор е смесено местно-бежанско селище с 10 бежански семейства и 36 жители бежанци. В 1928 година от 190 жители само 3 са бежанци.
В 1953 година селото е прекръстено на Кидонеа.
| Година    | 1913 | 1920 | 1928 | 1940 | 1951 | 1961 | 1971 | 1981 | 1991 | 2001 | 2011 | 2021 |
| --------- | ---- | ---- | ---- | ---- | ---- | ---- | ---- | ---- | ---- | ---- | ---- | ---- |
| Население | 139  | 175  | 190  | 242  | 272  | 275  | 260  | 240  | 222  | 253  | 213  | 139  |